# Sykkylven
Sykkylven é uma comuna da Noruega, com 337 km² de área e 7444 habitantes (censo de 2004).         